# Neuenrade
Neuenrade – miasto w Niemczech, w kraju związkowym Nadrenia Północna-Westfalia, w rejencji Arnsberg, w powiecie Märkischer Kreis. Liczy 12 146 mieszkańców (2010).

## Współpraca
Miejscowości partnerskie:
- Dinxperlo – dzielnica Aalten, Holandia
- Klingenthal, Saksonia